# 博洛尼亞中央車站
博洛尼亞中央車站（義大利語：Stazione di Bologna Centrale）是位於義大利博洛尼亞一座鐵路車站。博洛尼亞因其地理位置在義大利交通中擁有重要地位，博洛尼亞中央車站也是義大利北部最重要的車站之一。博洛尼亞和佛羅倫斯之間的高速鐵路也途徑這裡，義大利歐洲之星和歐城列車、城際列車均在這裡有停車。

## 外部連結
- Bologna Central Station（页面存档备份，存于）